# Кривбассвзрывпром
Кривбассвзрывпром — предприятие по ведению взрывных работ в городе Кривой Рог.

## История
Организовывалось в 1967—1969 годах. Основано в 1969 году Министерством чёрной металлургии УССР как специализированный трест для ведения взрывных работ на карьерах Криворожского железорудного бассейна.
По состоянию на 1973 год на предприятии функционировали три взрывных цеха и автотранспортный цех.
В январе 2000 года государственное промышленно-производственное предприятие преобразовано в дочернее предприятие, с августа 2001 года — открытое акционерное общество. Учредителем выступила государственная акционерная компания «Укррудпром». 

## Характеристика
В технологическую цепочку производственного процесса входит хранение, переработка, транспортировка и непосредственное взрывание. В целях снижения стоимости взрывных работ, предприятием освоен выпуск взрывчатых веществ собственного производства на своём заводе. Дробление негабаритных кусков горной массы производится шпуровыми и накладными зарядами. Предприятие выполняет контурное взрывание для сохранения поверхности отрыва пород и снижения степени нарушения законтурного массива. Предприятие имеет опыт проектирования и выполнения буровзрывных работ по обрушению зданий. По рекомендациям Запорожского научно-исследовательского института строительных конструкций освоен ускоренный способ уплотнения лесных грунтов мощности энергией взрыва глубинными зарядами с предварительным замачиванием.
Производственная база позволяет взрывать объёмы горных пород более 50 млн м³ в год.
Главные клиенты — Северный и Центральный ГОК.

### Персоналии
Директора:
- Малый Иван Степанович (с 1969)[2];
- Бондаренко М. М.[2];
- Борисов В. И.[2];
- Шевченко С. В.[2];
- Ищенко, Николай Иванович (2000—2007);
- Монаков, Валентин Фёдорович (с 2010);
- Гаврук Андрей Васильевич (с 29 сентября 2020)[3].